# Gerhard Franke
Gerhard Franke (Erfurt, 7 luglio 1933 – 3 novembre 1997) è stato un calciatore tedesco orientale dal 1990 tedesco, di ruolo difensore.